# Przepychanie nagniatające
Przepychanie nagniatające – sposób obróbki plastycznej otworów walcowych. W czasie obróbki przez otwór przepycha się (za pomocą prasy hydraulicznej działającej z siłą 5-20 tysięcy Niutonów) hartowaną kulkę lub specjalny trzpień (przepychacz). Średnica zewnętrzna narzędzia jest większa od średnicy otworu o 0,05-0,12 mm.
Przez przepychanie można uzyskać chropowatość 9 lub 10 klasy.